# Kanton Clermont-Ferrand-Sud-Ouest
Der Kanton Clermont-Ferrand-Sud-Ouest war von 1982 bis 2015 ein französischer Kanton im Arrondissement Clermont-Ferrand, im Département Puy-de-Dôme in der Region Auvergne-Rhône-Alpes. Er umfasste Teile des Stadtgebietes von Clermont-Ferrand. 